# Odontàlgia
L'odontàlgia popularment coneguda com a mal de queixal, és un dolor, sovint neuràlgic, provocat per qualsevol afecció en una peces dentals o al seu voltant.

## Causes
- Etiologia dental, en la majoria dels casos els mals de queixal són causats per problemes en les dents o la mandíbula, com:
  - Càries dental, la càries dental és la causa més freqüent, ocasionada pel consum d'aliments àcids i dolços que corroeixen la dentina i la capa protectora de la dent (l'esmalt). Aquesta corrosió es produeix a partir dels bacteris que estan presents en les dents que descomponen els sucres en els aliments refinats i després els excreten en forma d'àcids, causant una cavitat, infecció i eventualment el mal de queixal.
  - Pulpitis, una inflamació de la polpa dental. Això pot ser reversible o irreversible. Una pulpitis irreversible pot ser identificada per la sensibilitat i el dolor que dura més de quinze segons, encara que una excepció a això pot existir si la dent ha estat recentment operada. La dent afectades per una pulpitis irreversible necessitarà o bé un tractament del conducte radicular o bé l'extracció de la dent.[1]
  - Una condició especial és la baroodontàlgia, un dolor dental provocat pels canvis en la pressió baromètrica, en dents asimptomàtics, però d'altra banda malalts.[2][3]
  - Abscés periapical, habitualment com a evolució d'una pulpitis i que pot evolucionar a una fístula dental.
  - Periodontitis.
  - Queixals del seny, generalment en la seva sortida que ocasiona una pericoronitis.
  - Dent esquerdada.
  - Alveolitis seca, que és una situació que pot presentar-se després de l'extracció d'un o més dents (queixals del seny i especialment mandibulars).
  - Ajustament dels aparells dentals.

- Etiologia no dental
  - Neuràlgia del trigemin
  - Neuropatia induïda per la quimioteràpia citotòxica.[4]
  - L'odontalgia atípica és una forma de mal de queixal present en dents d'aparença normal. Aquesta és l'equivalent intraoral del dolor facial atípic. El dolor, generalment lleu, sovint es mou d'una dent a un altre per un període de 4 mesos a diversos anys. La causa de l'odontalgia atípica encara no és clara, encara que semblaria ocasionada per alguna forma de desaferenciació del nervi.
  - El dolor referit de l'angina de pit o d'un infart de miocardi.

## Clínica
La severitat d'un mal de queixal pot abastar d'una incomoditat suau a un dolor extrem que es pot manifestar de manera crònica o esporàdicament. Aquest dolor sovint pot ser agreujat al mastegar o per temperatures calentes o fredes. El dolor sever pot ser considerat una emergència dental.

## Diagnòstic
Un examen oral complet, i sovint amb raigs X poden ajudar descobrir l'etiologia.